# Horst Nemec
Horst Nemec (25 gennaio 1939 – 23 giugno 1984) è stato un calciatore austriaco, di ruolo attaccante.

## Palmarès
- Campionato austriaco: 3

Austria Vienna: 1960-1961, 1961-1962, 1962-1963
- Coppa d'Austria: 3

Austria Vienna: 1959-1960, 1961-1962, 1962-1963
- Wiener Stadthallenturnier: 2

Austria Vienna: 1959, 1963